# Band on the Run
Band on the Run (укр. Гурт на вті́ках) — п'ятий студійний альбом Пола Маккартні і третій альбом його гурту Wings, випущений у 1973 р. Записаний у студії EMI у місті Лагос, Нігерія.
Band on the Run очолив британський і американський хіт-паради (причому, в останньому він був присутнім протягом 3 років), став лідером продажу музичних альбомів 1974 року й найуспішнішим альбомом Пола Маккартні й «Вінгз». У Великій Британії його тираж становив 750 тисяч екземплярів через рік після випуску — це найкраще досягнення 1970-х років для усіх фірм грамзапису корпорації EMI. У США за 3 роки його тираж становив 3 мільйона.
Деякі музичні критики (наприклад, Джон Ландо в журналі Rolling Stone № 153) називають цю платівку найкращою роботою з усіх випущених колишніми учасниками «Бітлз». У списку 500 найкращих альбомів усіх часів за версією журналу Rolling Stone Band on the Run займає 418 місце. 2000 року журнал Q помістив його на 75 місце в своєму списку найкращих британських альбомів.

## Список композицій

### Сторона 1
Усі пісні написано Полом і Ліндою Маккартні, крім спеціально позначених.
1. Band on the Run — 5:10
2. Jet — 4:06
3. Bluebird  — 3:22
4. Mrs. Vandebilt — 4:38
5. Let Me Roll It — 4:47

### Сторона 2
1. Mamunia — 4:50
2. No Words (Пол Маккартні — Денні Лейн) — 2:33
3. Helen Wheels — 3:34 (в американському виданні і виданні у серії «The Paul McCartney Collection»)
4. Picasso's Last Words (Drink to Me) — 5:50
5. Nineteen Hundred and Eighty Five — 5:27

### Бонус
1. Country Dreamer — 3:08 (тільки у виданні з серії «The Paul McCartney Collection»)

## Сингли
- Band on the Run, №1 у чарті Billboard Pop Singles, США
- Helen Wheels, №10 у чарті Billboard Pop Singles, США
- Jet, №7 у чарті Billboard Pop Singles, США

## Учасники запису
- Пол Маккартні  — вокал, фортепіано, соло-, ритм- і бас-гітара, барабани, клавішні інструменти.
- Лінда Маккартні — вокал, орган, клавішні інструменти, перкусія
- Денні Лейн — вокал, соло-, ритм- і бас-гітара, перкусія, клавішні інструменти

### Запрошені учасники
- Гаві Кейсі — саксофон
- Джинджер Бейкер — перкусія
- Ремі Кабака — перкусія
- Томі Вісконті — оркестрове аранжування
- Іан і Тревор — бек-вокал
- Джеф Імерік —  звукоінженер